# Studva
Studva je rijeka u istočnoj Hrvatskoj i zapadnom Srijemu u Srbiji.

## Opis
To je spora, 37 km duga rijeka, koja izvire u blizini sela Gunje i protječe pored Đurića, Drenovaca, Soljana i Vrbanje, a utječe u rijeku Bosut u selu Morović u Vojvodini. Jednim dijelom čini i granicu sa Srbijom. 
Prema rezultatima pedoloških istraživanja[nedostaje izvor], pretpostavlja se da je ova rijeka stajaćica, nastala u doba rimskog carstva irigaciono-meliorativnim radovima, za potrebe stvaranja kvalitetnijeg poljoprivrednog zemljišta. Naime, područje koje obuhvaća naselje Morović, u čijem središtu sela je i ušće ove rječice u Bosut, i još dvadesetak sela u okolini s velikim, neprekinutim šumskim kompleksom, je močvarno. Do danas su sačuvane i dvije prirodne bare (rita): Slezan i Brek koje su svojim vodnim režimima vezani za spomenute dvije rijeke. Kao dokaz o izvršenim radovima na formiranju ove rijeke navodi se da je pedološki sastav tla brežuljka u centru Morovića identičan s pedološkim sastavom tla dna rijeke Studve. Može se pretpostaviti kako je brežuljak u centru Morovića nastao umjetno, nasipavanjem uz obalu zemlje, od iskopa prilikom irigacijsko-melioracijskih radova.